# اچ‌ام‌اس دوبلین (۱۷۵۷)
اچ‌ام‌اس دوبلین (۱۷۵۷) (به انگلیسی: HMS Dublin (1757)) یک کشتی بود که طول آن ۱۶۵ فوت ۶ اینچ (۵۰٫۴۴ متر) بود. این کشتی در سال ۱۷۵۷ ساخته شد.